# Coupe du monde féminine de hockey sur gazon 2026
Navigation
Espagne & Pays-Bas 2022 2030
La Coupe du monde féminine de hockey sur gazon 2026 est la 16e édition de la Coupe du monde féminine de hockey sur gazon, compétition organisée par la FIH qui réunit les meilleures sélections nationales. Elle se déroulera parallèlement à la Coupe du monde masculine en août 2026 et sera organisée conjointement par la Belgique et les Pays-Bas.

## Désignation du pays organisateur
Quatre candidatures sont en lice pour devenir le(s) pays hôte(s) de la Coupe du monde:
- Australie
- Afrique du Sud (tournoi féminin uniquement ou tournois masculin et féminin)
- Uruguay
- Belgique /  Pays-Bas (tournois masculin et féminin) : la Belgique lance sa candidature conjointe avec les Pays-Bas après deux tentatives infructueuses en tant que candidature unique[1],[2].

Le 3 novembre 2022, la Belgique et les Pays-Bas ont été désignés pour accueillir la Coupe du monde 2026,.

## Qualifications

### Procédure
Lors de l'assemblée générale qui s'est tenue au Caire en Égypte le 20 octobre 2023, la FIH a décidé qu'en plus des deux pays organisateurs à savoir la Belgique et les Pays-Bas, les vainqueurs de la Ligue professionnelle 2023-2024 et 2024-2025 se qualifient automatiquement pour la Coupe du monde 2026 en plus des cinq champions continentaux. Les 9 nations automatiquement qualifiées seront rejointes par les 7 dernières équipes via les tournois de qualification.

### Nations qualifiées
| Événement                       | Dates                           | Lieu            | Quotas | Qualifiés                                                                                  |
| ------------------------------- | ------------------------------- | --------------- | ------ | ------------------------------------------------------------------------------------------ |
| Pays hôte                       | 3 novembre 2022                 | NC              | 2      | Belgique Pays-Bas                                                                          |
| Ligue professionnelle 2023-2024 | 6 décembre 2023 - 30 juin 2024  | NC              | 1      | Allemagne                                                                                  |
| Ligue professionnelle 2024-2025 | 30 novembre 2024 - 29 juin 2025 | NC              | 1      | Argentine                                                                                  |
| Coupe des Amériques 2025        | 24 juillet - 3 août 2025        | Montevideo      | 1      | États-Unis                                                                                 |
| Championnat d'Europe 2025       | 9 - 17 août 2025                | Mönchengladbach | 1      | Espagne                                                                                    |
| Coupe d'Océanie 2025            | 4 - 7 septembre 2025            | Darwin          | 1      | Équipe ?????                                                                               |
| Coupe d'Asie 2025               | 5 - 14 septembre 2025           | Hangzhou        | 1      | Équipe ?????                                                                               |
| Coupe d'Afrique 2025            | 11 - 18 octobre 2025            | Ismaïlia        | 1      | Équipe ?????                                                                               |
| Tournois de qualification       | 28 février - 8 mars 2026        |                 | 7      | Équipe ????? Équipe ????? Équipe ????? Équipe ????? Équipe ????? Équipe ????? Équipe ????? |
| Total                           | Total                           | Total           | 16     |                                                                                            |

## Villes et stades
Voici une liste de tous les sites et villes hôtes.
| [[Fichier:Benelux location map.svg\|240px\|{{#if:\|{{{alt}}}\|Coupe du monde féminine de hockey sur gazon 2026 est dans la page Benelux.]]Wavre Amsterdam | Wavre                | Amsterdam        |
| --- | -------------------- | ---------------- |
| [[Fichier:Benelux location map.svg\|240px\|{{#if:\|{{{alt}}}\|Coupe du monde féminine de hockey sur gazon 2026 est dans la page Benelux.]]Wavre Amsterdam | Stade Justin Peeters | Wagener Stadium  |
| [[Fichier:Benelux location map.svg\|240px\|{{#if:\|{{{alt}}}\|Coupe du monde féminine de hockey sur gazon 2026 est dans la page Benelux.]]Wavre Amsterdam | Capacité: 10 000     | Capacité: 15 000 |
| [[Fichier:Benelux location map.svg\|240px\|{{#if:\|{{{alt}}}\|Coupe du monde féminine de hockey sur gazon 2026 est dans la page Benelux.]]Wavre Amsterdam |                      |                  |

## Tirage au sort
Les équipes sont placées dans les chapeaux servant au tirage en suivant le Classement FIH du 9 mars 2026 soit après tous les tournois continentaux et les tournois de qualification (rang indiqué dans la deuxième colonne)
| Équipe     | Rang |
| ---------- | ---- |
| Pays-Bas H | 1    |
| Argentine  | 2    |
| Belgique H | 3    |
| Espagne    | 6    |

| Équipe     | Rang |
| ---------- | ---- |
| Allemagne  | 7    |
| États-Unis | 12   |
|            |      |
|            |      |

| Équipe | Rang |
| ------ | ---- |
|        |      |
|        |      |
|        |      |
|        |      |

| Équipe | Rang |
| ------ | ---- |
|        |      |
|        |      |
|        |      |
|        |      |